# Człowiek z Marsa. Opowiadania młodzieńcze. Wiersze
Człowiek z Marsa. Opowiadania młodzieńcze. Wiersze – zbiór utworów Stanisława Lema zawierający powieść Człowiek z Marsa oraz opowiadania i wiersze napisane w młodości wydany nakładem wydawnictwa Agora w roku 2009 w 20. tomie dzieł zebranych pisarza ukazujących się w „Bibliotece Gazety Wyborczej”.
W tej antologii pojawiło się po raz pierwszy wydane drukiem zwartym opowiadanie pt. Siostra Barbara.

## Spis utworów
- Człowiek z Marsa (pierwodruk w czasopiśmie „Nowy Świat Przygód” 1946)
- Proza. Lata czterdzieste (po raz pierwszy w Lata czterdzieste. Dyktanda 2005)
  - Operation Reinhardt (fragment powieści Czas nieutracony. Wśród umarłych)
  - V nad Londynem
  - Plan Anti-V
  - D-Day
  - KW-1
  - Obcy
  - Miasto atomowe
  - Człowiek z Hiroszimy
  - Koniec świata o ósmej
  - Trust Twoich Marzeń
  - Historia o wysokim napięciu
  - Dyżur doktora Trzynieckiego (fragment powieści Czas nieutracony. Powrót)
  - Dzieje jednego odkrycia
- Siostra Barbara (po raz pierwszy drukiem zwartym, pierwodruk „Życie Literackie” 1953)
- Wiersze młodzieńcze (po raz pierwszy w Wysoki Zamek. Wiersze młodzieńcze 1975)
  - *** (Nie wiem, czy ręka ślepca...)
  - Beethoven, Symfonia piąta
  - List miłosny
  - Małe wiersze
  - Valse Triste
  - Z cyklu „Owady”
  - *** (W ścieżkach orlich...)
  - *** (Gołębie wpisywały...)
  - Cmentarz polny
  - Triolet
  - Piątką przez Kraków
  - Miłość